# 極楽寺 (北上市)
極楽寺（ごくらくじ）は、岩手県北上市稲瀬町（旧江刺郡）にある真言宗智山派の寺院、および、その前身で平安時代に現在の国見山一帯に栄えた山岳仏教寺院。山号は国見山または金福山。

## 概要
北上市街地の東方、北上川東岸の国見山（244メートル）の山上および山麓一帯には仏堂や仏塔の遺跡が散在し、かつてこの地域に大規模な仏教伽藍の存在したことが明らかである。この寺院跡は「国見山廃寺跡」の名称で国の史跡に指定されている。『日本文徳天皇実録』の天安元年（857年）条に「陸奥国極楽寺、定額寺に預かり」云々の記述があり、この「極楽寺」は国見山廃寺を指すものと推定されている。この寺は平安時代初期の9世紀に創建され、発掘調査の結果から、10 - 11世紀に最盛期を迎えたと推定される。伝承では、坂上田村麻呂が異敵降伏のため毘沙門天を祀ったのが始まりであるという。
国見山南麓の谷奥には極楽寺の寺号を継承する小寺院が残っている。また極楽寺の近くにある如意輪寺、国見山北麓の立花毘沙門堂（万福寺）もかつての極楽寺の坊舎の跡と考えられている。立花毘沙門堂には木造毘沙門天立像と木造二天像（いずれも国の重要文化財）が安置されている。

## 文化財

### 重要文化財（国指定）
- 銅竜頭 4頭
- 銅錫杖頭（どう しゃくじょうとう）1柄

上記2件は極楽寺の所蔵で、平安時代の作である。